# Житловий будинок (Личківці)
Замок-палац Кімельмана в Личківцях — історична будівля в селі Личківцях Гусятинської громади Чортківського району Тернопільської области. Пам'ятка архітектури місцевого значення. Приватна власність.

## Відомості
У ХІХ — на початку ХХ ст. місцевий пан Кімельмана збудував невеликий палац у стилі романтичної готики з елементами бароко.
Будівництво було розпочато у кінці XIX ст. і завершено на початку ХХ ст. Сама будівля нагадує невеликий замок і розрахована на візуальне сприйняття з усіх сторін. У повоєнні роки (1947-1948pp.) у палаці Кімельмана влаштовують дільничну лікарню, яка обслуговувала 5 сіл. Тут працювали терапевтичний, родильний і дитячий відділи, рентгенкабінет, лабораторія. Стаціонар був розрахований на лікування 25 чоловік. Доглядали хворих 3 лікарі та 12 медпрацівників.
Зараз знаходиться в приватній власності. За часів Незалежності її викупив місцевий житель, який зберіг автентичність давнього будинку.

## Опис
Фасад маєтку потиньковано під камінь. Дах гострий, вкритий червоною черепицею.